# László Tábori
László Tábori (Košice, 6 de julio de 1931 – 23 de mayo de 2018) fue un atleta de media y larga distancia húngaro, conocido por igualar el récord mundial de los 1500 metros y quedó cuarto en los Juegos Olímpicos de Melbourne 1956.

## Carrera
Aunque ya había empezado a correr en su juventud, su carrera como atleta profesional comenzó aprincipios de los 50 bajo la dirección de Mihály Iglói, el legendario entrenador del club Tábori, Honvéd Budapest. Formó parte del equipo que batió el récord mundial de 1953 y 1954 del relevo del 4 x 1500 metros con la selección húngara y con el Honvéd Budapest respectivamente. Saltó a la fama internacional en 1955, junto con otros alumnos estrella de Iglói, Sándor Iharos e István Rózsavölgyi. El 28 de mayo de 1955, se convirtió en el tercer hombre del mundo en correr una milla en cuatro minutos, con un tiempo de 3:59.0 y superando claramente a Chris Chataway y a Brian Hewson. (Durante más de veinte años, él y Rózsavölgyi seguirían siendo los únicos húngaros en correr una milla en cuatro minutos).) El 6 de septiembre igualó el récord mundial de los 1500 metros (establecido un mes antes por Iharos) con un tiempo de 3:40.8.

## Juegos Olímpicos de 1956
En los Juegos Olímpicos de Melbourne 1956 en un momento psicológicamente desafortunado para el equipo húngaro, ya que la Revolución Húngara de 1956 acababa de ser aplastada sangrientamente por las ejército soviético. Esto era aún peor porque en aquel entonces el Honvéd Budapest era el club deportivo del ejército húngaro. Las consecuencias de esto fueron obvias. Iharos se perdió por completo los Juegos Olímpicos, aparentemente debido a una lesión menor en el tobillo, pero muy probablemente debido a la revolución, y Rózsavölgyi sorprendentemente quedó eliminado en la prueba de 1500 m. En comparación, Tábori lo hizo mucho mejor. Se esperaba que ganara una medalla, pero aun así terminó en un muy respetable cuarto lugar en los 1500 metros y sexto en los 5000 metros. Al finalizar los Juegos, Tábori decidió desertar a Occidente con su entrenador, Mihály Iglói. Se estableció en los Estados Unidos y concretamente en California, donde pasaría el resto de su vida.

## Carrera como entrenador
Tábori regresó a las carreras de larga distancia como entrenador en 1967, y sus métodos de entrenamiento se basaron directamente en los de Iglói. Entrenó al programa ahora desaparecido de Los Angeles Valley College en tres campeonatos estatales y entrenó al San Fernando Valley Track Club desde 1973. Fue un firme defensor del entrenamiento por intervalos. Su alumna más destacada fue Jacqueline Hansen, que batió dos récords mundiales en maratón.
Miki Gorman también logró un récord mundial en maratón.  Continuó entrenando en la Universidad del Sur de California, entrenando, entre otros, a Duane Solomon.

## Fallecimiento
Tábori murió el 23 de mayo de 2018, en el Cedars-Sinai Medical Center en Los Ángeles con 86 años.